# Sport Club Belém
Sport Club Belém, meestal bekend als kortweg Sport Belém is een Braziliaanse voetbalclub uit Belém in de staat Pará. 

## Geschiedenis
De club werd opgericht in 1965 en speelt in de schaduw van stadsgenoten Paysandu, Remo en Tuna Luso. De club speelde in 1971 en 1986 in de Série B. 
De club speelde in 1968 voor het eerst in de hoogste klasse van het Campeonato Paraense en speelde er met uitzondering van de seizoenen 1993 en 2008 onafgebroken tot 2012 toen de club opnieuw degradeerde. Sindsdien is de club actief in de Segunda Divisião. 